# La Iglésia Cremada
La Iglésia Cremada és el tercer article de Joan Maragall escrit el 1909 amb motiu dels fets de la Setmana Tràgica a Barcelona.
Anteriorment Maragall havia escrit Ah! Barcelona, publicat a la Veu de Catalunya l'1 de setembre de 1909, on acusava veladament a la ciutadania de Barcelona. Posteriorment va escriure La Ciutat del Perdó on denunciava la greu responsabilitat que pertocava a la burgesia catalana en els fets de juliol de 1909, i on demanava el perdó de Francesc Ferrer i Guàrdia (1859-1909), que havia estat detingut i estava a punt de ser afusellat. L'article no va ser publicat per decisió d'Enric Prat de la Riba (1870-1917) que era el director de la Veu de Catalunya.
Un mes després del rebuig de l'article "La Ciutat del Perdó", Maragall va poder publicar La Iglésia Cremada a la Veu de Catalunya el 18 de desembre de 1909. L'article original havia passat per diverses revisions i ajustos entre membres del clero i l'autor que varen provocar una demora de quinze dies en la seva publicació, comentant posteriorment Maragall que «aparegué bon xic deformada» pels retocs soferts.
Un dels fets més destacats de la Setmana Tràgica va ser la crema d'esglésies i Joan Maragall, home de profunda religiositat, va voler manifestar la seva opinió sobre aquesta vessant de la revolta i el posicionament de l'estament religiós. Maragall, a partir del fort impacte que li va causar l'assistència a una missa dins d'una de les esglésies que havien estat cremades, fa un discurs crític cap al distanciament entre la institució i el poble, amb una progressiva identificació amb els posicionaments de la burgesia, mantenint, per exemple, barreres culturals com la utilització del llatí, o l'ostentació de riquesa dels temples.
L'article descriu un imaginari sermó crític fet pel mossèn als feligresos; descriu a continuació la reacció entre els ben pensants -nom amb què es coneixia als burgesos lectors de la Veu de Catalunya- i de com ressonarien les paraules del sermó, unes paraules que de fet ja estaven en l'aire de feia temps; acaba criticant directament la falsa pietat de la burgesia.
Una posició compartida amb sectors crítics de dins l'Església com en el cas del jesuïta Ignasi Casanovas i Camprubí qui també es va pronunciar arran dels fets.
Malgrat les paraules de Maragall, va haver una forta repressió governamental a càrrec del capità general Weyler, acabat de nomenar, conegut com el "terror de Cuba", qui manifestava que "per solucionar aquesta situació, calia tancar les presons i obrir els cementiris".
En certa forma, denunciava profèticament, ja el 1909, el que seria l'actitud general i oficial de l'Església Catòlica com a part integrant dels vencedors del 1939.